# イブラヒム・ブバカール・ケイタ
イブラヒム・ブバカール・ケイタ（フランス語: Ibrahim Boubacar Keïta、1945年1月29日 - 2022年1月16日）は、マリ共和国の政治家。イニシャルを取ってIBKとも呼ばれる。
1994年から2000年まで首相、2002年から2007年まで国会議長の役職にあった。2013年7月から8月の大統領選で当選し、9月4日に宣誓を行った。2013年から同国の大統領を務めたが、2020年8月18日に発生したクーデターで辞任した（2020年マリ軍事クーデター）。

## 経歴

### 生い立ち
フランス領スーダン（現在のマリ）のクティアラに生まれる。パリのリセ・ジャンソン＝ド＝セリーとバマコのリセ・アスキア＝ムハンマドで学んだ後、ダカール大学やパリ第1大学、近代国際関係史研究所 (IHRIC) で教育を受け続けた。歴史学の修士号のほか、政治科学や国際関係論の学位も持つ。
学業を修了するとフランス国立科学研究センターの研究員となり、パリ第1大学で第三世界政治の講座を受け持った。マリに帰国後は欧州開発基金の技術顧問となり、欧州連合のマリに対する援助活動のために第一次小規模開発計画を取りまとめた。その後は、発展途上国の子どもを支援する国際的なNGO「人間の大地」フランス支部のマリ所長となった。

### 1990年代
1991年5月25日から26日に開催された結成大会でマリ民主主義同盟 (ADEMA-PASJ) が設立されると、ケイタはそのアフリカおよび国際関係部長に就任した。ADEMAのアルファ・ウマル・コナレ候補が当選した1992年の大統領選挙では、コナレ陣営の副本部長を務めた。大統領に就任したコナレは1992年6月にケイタを上級外交顧問兼スポークスマンに指名し、同年11月にはコートジボワール、ガボン、ブルキナファソ、ニジェールの大使に任命した。
1993年11月、ケイタはマリ政府の対外関係・在外マリ人・アフリカ統合担当相に任命された。1994年2月4日にはコナレ大統領から首相に指名され、2002年2月まで同職にあった。1994年9月に開かれたADEMAの第一回定例大会で、ケイタはADEMAの代表に選出された。1997年の大統領選と国会議員選の結果を受けて、同年9月13日には首相を辞任した が、その直後にコナレから再任され、9月16日に新政権を発足させた。
1999年10月にADEMA代表に再選され、その翌月には社会主義インターナショナルの副代表に指名された。

### 2000年代
2000年2月14日、ケイタはADEMAの党内対立から首相辞任を余儀なくされた。同年10月には党の代表からも退任した。その後、ケイタは2001年6月30日に「マリのための団結」 (RPM) を結成し、それ以来同党を率いている。2002年の大統領選に立候補した際には、多くのムスリムの指導者と協会から強い支援を得た。しかし、首相在任中にカジノや宝くじを導入したことを指摘し、ケイタの政策とイスラームの両立性に疑念を抱く者もいた。4月28日の第一回投票で、ケイタはアマドゥ・トゥマニ・トゥーレとスマイラ・シッセに次ぐ21%の得票率で3位につけた。ケイタは選挙に不正があったと糾弾し、自身が第二回投票から意図的かつ不正に排除されたと主張した上で、ほかの候補者とともに選挙結果の無効を求めた。5月9日、憲法裁判所は選挙に重大な不正行為があったと認定し、投票数の4分の1をそのために無効にしたものの、第二回投票はトゥーレとシセの上位2名の候補者によって争われるとの裁定を下した。憲法裁判所によると、得票率21.03%のケイタが得た票数は、シセにわずか4,000票弱及ばなかった。同日、ケイタは裁判所の裁定を受け入れた上で、第二回投票ではトゥーレの「希望2002」同盟を支援すると表明した。ケイタは自らを「法を守る人」と称した上で、裁判所は法に従ったと述べた。その第二回投票ではトゥーレが当選した。
2002年7月の国会議員選挙でケイタは、バマコ地区第4コミューンから第一回投票で当選した。さらに9月16日には、ADEMAを含む広範な支持を受けて、国会議長に選出された。このときの投票結果は全138票のうちケイタが115票、唯一の対立候補であった「民主主義と独立のためのアフリカの連帯」 (SADI) のヌムティエ・ソゴバが8票、棄権が15票であった。
2002年10月24日には、ハルツームにおける会議でアフリカ国会連合の幹事長に選出された。
2007年4月の大統領選では再び「マリのための団結」から立候補し、同年1月28日に党の指名を受けた。しかし選挙結果はトゥーレの圧勝で、ケイタは得票率19.15%で2位に終わった。ケイタはほかの3人の大統領候補とともに民主主義共和国戦線 (FDR) という連合体を形成していたが、その一員としてケイタは選挙結果に異議を唱え、不正行為を理由に選挙の無効を求めた。これに対して憲法裁判所はトゥーレの当選を裏付ける裁定を下したが、ケイタは5月19日に、憲法裁判所の裁定をFDRは尊重すると述べた。
2007年7月の国会議員選挙でケイタは、バマコの第4コミューンから再選された。7月1日の第一回投票におけるケイタの得票率は31.52%で、無所属のムーサ・マラ候補の30.70%をわずかに上回った。7月22日の第二回投票では、暫定結果で51.59%の票を獲得し、辛うじて勝利した。9月3日に開会した新たな国会の議長に再び立候補することはなく、国会議長の選挙ではADEMA代表のディオンクンダ・トラオレが当選した。
ケイタはパン・アフリカ議会でマリ代表を務めた。2007年から2008年にかけて、国会の対外関係・在外マリ人・アフリカ統合担当委員会の委員であった。国会での職務に加えて、ケイタは西アフリカ諸国経済共同体議会の議員も務めた。

### 2010年代
2013年7月から8月の大統領選に、ケイタは再び立候補した。今回の選挙では、ケイタは最も当選の可能性が高い候補者とされた。選挙の第二回投票でケイタはスマイラ・シセを破って当選し、2013年9月4日に大統領としての宣誓を行った。ケイタは大臣の任命にあたって、政治的な思惑よりも能力を重視することを誓い、9月5日にはテクノクラートの銀行員であるウマル・タタム・リーを首相に任命した。タタム・リーの辞任後はムーサ・マラ（2014年4月5日から2015年1月9日）、さらにモディボ・ケイタ（2015年1月9日から）が首相に任命された。
再選をかけた2018年7月29日のマリ大統領選挙では得票率41.4％で1位となり、17.8％で2位のスマイラ・シセとともに8月12日の決選投票に進んだ。決選投票で67％の票を獲得し再選。

### 2020年代
2020年8月18日、一部兵士によってブブ・シセ首相とともに身柄を拘束された。翌19日早朝に国営テレビで演説し、自身の辞任と議会の解散を表明した（2020年マリ軍事クーデター）。8月27日に拘束を解かれ自宅に戻ったことを軍部が発表している。
2020年には軽度の脳卒中を患った。2022年1月16日（グリニッジ標準時午前9時）、バマコの自宅で死去。76歳没。